# Streghe orientali
Streghe orientali (東洋の魔女?, Tōyō no Majo), in inglese Oriental Witches, è il soprannome dato alla nazionale femminile giapponese di pallavolo che fu campione mondiale nel 1962 e, successivamente,  olimpica nel 1964.

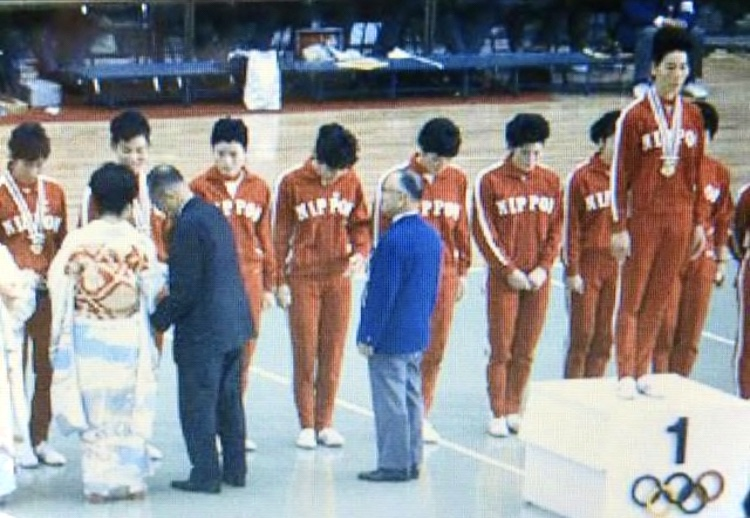
Le Streghe orientali durante la premiazione dei Giochi olimpici del 1964. Sul podio si trova la capitana Masae Kasai

La squadra era quasi interamente composta, in tale periodo, dalle giocatrici di Nichibo Kaizuka, società pallavolistica femminile con sede a Kaizuka di proprietà della fabbrica tessile Dai Nippon Spinning, da cui proveniva anche l'allenatore Hirofumi Daimatsu.
Le tecniche d'allenamento e il gioco praticato dalla squadra hanno ispirato l'anime Mimì e la nazionale di pallavolo e il manga Mila e Shiro - Due cuori nella pallavolo.

## Storia

### Origini
Il 27 novembre 1953 Dai Nippon Spinning Co., Ltd. (in seguito Unitika) decise di fondare una squadra femminile di pallavolo nella sua fabbrica tessile di Kaizuka, vicino ad Osaka. Venne scelto come allenatore Hirofumi Daimatsu, un ex militare che allenava a livello universitario. Il 15 marzo 1954 la squadra femminile di pallavolo, comunemente chiamata in quel periodo Nichibo Kaizuka, fu fondata nello stabilimento di Kaizuka, in base all'obiettivo di Daimatsu, che era quello di "diventare in 2 anni la squadra n. 1 in Giappone". Al momento della costituzione, la squadra poteva rendere solo in piccoli tornei, riuscendo a malapena ad arrivare all'ottavo posto nelle competizioni nazionali.
Il durissimo allenamento giornaliero (fino a mezzanotte per sei giorni a settimana, dopo la fine dei turni di fabbrica) iniziò a dare i suoi frutti, e nel 1955, la squadra ottenne la prima vittoria nel campionato di pallavolo aziendale a 9 giocatrici dell'All-Japan e poi la vittoria nel National Sports Festival of Japan. In totale la squadra vinse 3 titoli.

### Campionati mondiali (1958-1962)
Nel 1958 la squadra risultò vincitrice in 5 tornei, cosa che nessun'altra squadra aveva realizzato in precedenza. A quel punto Daimatsu (ex comandante di plotone dell’esercito imperiale giapponese, soprannominato "demone" per i suoi metodi brutali di addestramento), che dominava nei tornei nazionali, rivolse lo sguardo verso le competizioni internazionali, con l'obbiettivo di dare vita ad una nazionale femminile di pallavolo. Si presentava però un grosso problema: la differenza tra il sistema a 9 giocatori adottato dal Giappone e il sistema a 6 giocatori, richiesto dalle regole internazionali. Nel 1958, la Nichibo Kaizuka passò dal sistema a 9 a quello a 6, e la squadra nazionale, allenandosi faticosamente in vista del campionato mondiale femminile di pallavolo del 1960, arrivò al secondo posto dietro l'Unione Sovietica.
Nei tornei in Europa del 1961, la squadra giapponese ottenne 24 vittorie consecutive contro altre squadre nazionali. I media europei riconobbero il successo della squadra definendo le sue giocatrici "eroine nazionali" e un giornalista sovietico coniò per loro il soprannome di Streghe del Pacifico (in russo тихоокеанские колдуньи?, Tichookeanskie Koldun'i), poi riadattato in Occidente come Streghe orientali.
Il secondo posto del precedente campionato non aveva soddisfatto l'allenatore Daimatsu, e al Campionato mondiale femminile di pallavolo del 1962, la squadra delle Streghe orientali, composta per la quasi totalità dalle giocatrici della Nichibo Kaizuka raggiunse l'obiettivo di vincere contro l'Unione Sovietica.. Usando il kaiten reshību, metodo di rotazione sul campo e ricezione della palla, il Giappone vinse la medaglia d'oro.
 Come ricompensa per la vittoria, la squadra viaggiò in tutto il mondo, ma poiché la maggior parte delle componenti della squadra si voleva finalmente riappropriare della propria vita, sia loro che Daimatsu, stavano pensando al ritiro.

### Olimpiadi di Tokyo (1962-1964)
Dopo che la pallavolo diventò disciplina ufficiale a partire dalle Olimpiadi estive del 1964, la Federazione pallavolistica del Giappone chiese alle giocatrici di continuare, anche in seguito alle numerose lettere che i fan inviarono a Hirofumi Daimatsu. Visto che mancavano 2 anni alle Olimpiadi di Tokyo del 1964 e prendendo in prestito l'incoraggiamento usato da Daimatsu Ore ni tsuite koi (Follow me!/Seguitemi!), la caposquadra Masae Kasai e le altre presero la decisione di continuare a gareggiare. Da allora in poi, per 2 anni si impegnarono al massimo, lavorando in azienda tutta la mattina ed esercitandosi poi dalle 15 fino alle 24. Lo stesso Daimatsu lavorava fino alle 16 e si univa all'allenamento..
Il 23 ottobre 1964 il Giappone affrontò l'Unione Sovietica alle Olimpiadi di Tokyo.
Il Giappone vinse i primi due set senza problemi; l'Unione Sovietica cercò di resistere nel terzo set, annullando per 5 volte il match point del Giappone, ma alla fine, per un fallo di invasione dell'Unione Sovietica, fu decisa la vittoria della nazionale nipponica. La finale, svolta allo stadio Komazawa Gymnasium di Tokyo, portò ad un'audience televisiva sulla tv nazionale NHK del 66,8% (intorno all'80% secondo altri), un record ancora imbattuto come trasmissione sportiva
Delle 12 giocatrici che rappresentarono il Giappone alle Olimpiadi di Tokyo del 1964, dieci appartenevano alla Nichibo Kaizuka:
- Masae Kasai capitana, (Nichibo Kaizuka)
- Emiko Miyamoto (Nichibo Kaizuka)
- Kinuko Tanida (Nichibo Kaizuka)
- Yuriko Handa (Nichibo Kaizuka)
- Yoshiko Matsumura (Nichibo Kaizuka)
- Sata Isobe (Nichibo Kaizuka)
- Katsumi Matsumura (Nichibo Kaizuka)
- Yōko Shinozaki (Nichibo Kaizuka)
- Setsuko Sasaki (Nichibo Kaizuka)
- Yūko Fujimoto (Nichibo Kaizuka)
- Masako Kondō (Kurashiki Spinning)
- Ayano Shibuki (Yashica)

## Cultura di massa
La storia delle Streghe Orientali ha ispirato i manga e anime giapponesi conosciuti in Italia come Mimì e la nazionale di pallavolo (dove alcune scene dell'anime sono state create proprio sulla base di veri video degli allenamenti delle pallavoliste) e Mila e Shiro - Due cuori nella pallavolo.
Nel 1964 il corto Le Prix De La Victoire della regista Nobuko Shibuya sulla squadra delle Streghe orientali vinse il Grand Prix al Festival di Cannes nella categoria cortometraggi. Le riprese erano state fatte cinque mesi prima delle Olimpiadi ed la regista, nell'intento di descrivere il potenziale dell'essere umano e per conoscere il vero aspetto della squadra, aveva girato le scene con le giocatrici dal vivo.
Nel 2021 è uscito il documentario francese Les sorcières de l’Orient, diretto da Julien Faraut, che racconta la storia delle Streghe Orientali. Il documentario, che alterna filmati di archivio e testimonianze dalle atlete, oggi anziane è stato presentato in anteprima all'International Film Festival Rotterdam a febbraio 2021. e al Pesaro Film Festival a giugno dello stesso anno.